# Albany Attack
Albany Attack to była zawodowa drużyna lacrosse, która grała w National Lacrosse League w dywizji centralnej od sezonu 2000 do sezonu 2003. Drużyna miała swoją siedzibę w mieście Albany w Stanach Zjednoczonych. Rozgrywała ona swoje mecze na Pepsi Arena (nie mylić z Pepsi Center). Po sezonie 2003 drużyna została sprzedana i nowy właściciel przeniósł ją do San Jose. Obecnie drużyna widnieje pod nazwą San Jose Stealth.

## Osiągnięcia
- Champion’s Cup:-
- Mistrzostwo dywizji: 2002

## Wyniki
W-P Wygrane-Przegrane, Dom-Mecze w domu W-P, Wyjazd-Mecze na wyjeździe W-P, GZ-Gole zdobyte, GS-Gole stracone
| Sezon | W-P   | Dom   | Wyjazd | GZ  | GS  |
| ----- | ----- | ----- | ------ | --- | --- |
| 2000  | 6-6   | 4-2   | 2-4    | 169 | 160 |
| 2001  | 5-9   | 3-4   | 2-5    | 152 | 169 |
| 2002  | 14-2  | 7-1   | 7-1    | 250 | 194 |
| 2003  | 8-8   | 4-4   | 4-4    | 198 | 191 |
| Razem | 33-25 | 18-11 | 15-14  | 769 | 714 |